# Piripiri (Piauí)
Piripiri est une municipalité brésilienne du nord de l'État du Piauí. Elle se situe par une latitude de 04° 16' 22" sud et par une longitude de 41° 46' 37" ouest, à une altitude de 170 mètres. Sa population était estimée à 62 291 habitants en 2006. La municipalité s'étend sur 1 409 km².

## Maires
| Période | Période | Identité     | Étiquette | Qualité |
| ------- | ------- | ------------ | --------- | ------- |
| 2009    | 2012    | Luiz Menezes | PTB       |         |